# Mr.PAIN
『Mr.PAIN』（ミスターペイン）（海外名:PAIN）は、日本では2009年2月26日にPlayStation 3で配信開始されたダウンロード販売専用ソフト。発売はSCE。開発はIdol Minds。

## 概要
プレイヤーは「ランチャー」と呼ばれる射出機から発射される玉となってステージ上空を飛んでいき、マップ内に存在する様々なものに激突することで破壊を楽しんだり、スコアを競ったりする。ゲーム内のキャラクターやオブジェクトは物理演算で制御されており、何かにぶつかったときの挙動や落下物の軌道などは、実際のデータや計算に基づいた非常にリアルで滑らかな動きを見せる。
ゲームの内容自体はシンプルなものだが、本作最大の特徴は、自機がボールや弾丸ではなく、生身の人間として飛んでいくという点である。このためプレイヤーキャラクターはビルの外壁や窓ガラス、爆弾やボウリングのピンなどに体ごとぶつかっていくことになり、地面に落下後も身を捩じらせて走行中の自動車に轢かれたり、通行人を巻き込んだりすることで更なる大惨事を起こすことも可能という、非常にショッキングかつ痛快なゲーム内容となっている。
また、本作では単純にハイスコアを狙う以外にも「特定のものを爆破する」「1回の発射で指定されたルートを通って目的地に到達する」などの条件をクリアすることで「トロフィー」の入手も可能なため、これらの収集をゲームの目的とすることもできる（ゲーム内トロフィーとPSNトロフィーは別物）。
初期状態でプレイ可能なキャラクターやステージは少ないが、PlayStation Store内のダウンロードコンテンツを利用すれば追加ステージや追加キャラクターの使用が可能になる。また、追加キャラクターの中には、他のゲームに登場したキャラクターや実在の人物をモチーフにしたキャラクターも存在し、モチーフとなった人物本人がゲーム内ボイスをあてているものもある。
自身のプレイムービーは保存やリプレイが可能なほか、ネットワークを利用することで動画サイト『YouTube』に投稿することもできる。オンラインアップデートを行うことで3D立体視や『PlayStation Move』でのプレイも可能。

## 基本システム
プレイヤーキャラ
自機。「ランチャー」から発射される弾丸でもある。
本作のプレイヤーキャラは、射出後、何かにぶつかった時点でグロッキー状態になってしまうため、一般的なアクションゲームのように自身の力で歩いたりジャンプしたりすることはできない。
プレイヤーキャラができることは「手に触れている物を掴む（離す）」「身を捩じらせて微妙に位置を移動する（Ooch）」などの最低限の動作だけであり、これらのアクションを駆使してゲームを行うこととなる。また、射出後の飛行中であれば、空中でトリックを決めたり上下左右に腕を伸ばしたりすることもできる。
地面に落下するなどしてプレイヤーキャラが完全に停止した状態になるとカウントダウンが始まり、そこから規定の時間が経過すると自動的に「ランチャー」に戻され、リスタートとなる。なお、カウントダウンが始まってもゼロになる前に外部からの接触などにより再びプレイヤーキャラが移動を開始した場合は、カウントダウンもリセットされる。
ランチャー
プレイヤーキャラを射出する装置。外観は巨大パチンコやカタパルト、大砲など様々。
ゲームを行う上でのスタート地点になる場所で、同じステージでもプレイするモードによって設置されている位置が異なる場合がある。
発射前に調節を行うことで、プレイヤーキャラを撃ち出す方向やパワーを決めることが可能なほか、射出後に方向キーを入れることでカーブをかけることもできる。
なお、射出後はリスタートしない限り再搭乗はできない。
コンボ
連続して『ボーナス』を得ることや色々なものにぶつかったりすること。
本作では「トリックを決める」「何かにぶつかる」「プレイヤーキャラが怪我をする（PAIN）」などの行為をするたびに、スコアに『ボーナス（役）』を入手することができ、この『ボーナス』は入手すれば入手するほど加点倍率が上昇していくという性質を持つため、端的に言えばより多くのものにぶつかり、プレイヤーキャラを痛めつければ痛めつけるほど、高得点を得ることができるということになる。
コンボの例を挙げると、
- 看板を持った男性にぶつかっていき、プレイヤーキャラの腕が骨折した場合「看板＋男性＋骨折（腕）」で、3コンボ。
- ガラスを運搬する走行中の車に突っ込んでいき、車にしがみついたまま一定距離を進んでから手を離して電柱にぶつかり、その際にプレイヤーキャラが股間を強打した場合「ガラス＋車＋ヒッチハイク＋電柱＋くるみ割り（股間）」で、5コンボ。

といった具合である。
Ooch（アウチ）
射出後、何かにぶつかった後であれば空中・地上問わず発動可能。
見えざるナゾの力のようなもので、発動するとプレイヤーキャラが身をよじり、方向キーを入れた方向へわずかに誘導される。移動量は微々たるものだが「ランチャー」での射出を除くと、プレイヤーキャラが自力で行うことのできる移動手段は基本的にこれだけである。
画面内に表示されている「O」「o」「c」「h」の文字数と同じく、一度に最大4回の発動が可能だが、移動量は最初の1回が一番大きく、後になるにつれ効果は落ちていく。また「Ooch」は発動しなければ時間経過で回復するほか、プレイヤーキャラが少しでも移動していれば発動が可能なため、「Ooch」→休む→「Ooch」をタイミングよく繰り返すことでかなりの距離を移動することもできる。
スーパーOoch
強化版「Ooch」。発動すると「O」「o」「c」「h」の文字が燃え上がり、次に発動する「Ooch」の効果を増加させ、通常よりも大きく移動することができるようになる。
「Ooch」を使用できる状況であればいつでも発動が可能だが、1回の発射で使用できるのは1度だけである。
ペンペンビンタ
一部のゲームモードでのみ使用可能。
発動するとナゾの笑い声とともにビンタが炸裂し、方向キーを入れた方向へ特定のキャラクターを跳ね飛ばす。
通常のモードでは使用できず、対戦プレイ時の他のプレイヤーの妨害や、特定のスコアアタックモードで特定のNPCを移動させるのに使用される。

## キャラクター
追加キャラクターは実装順に表記（一部除く）。

### オリジナルキャラクター
ジャービス
最初から使用可能なキャラクターの一人。
フリーランスの「ペイン・アーティスト」。
痛みや刺激をこよなく愛する、タフなボディとハートの持ち主。
スムースジャービス
追加キャラクター。
ジャービスのアナザースタイル。外見はもちろん、トリック時のポーズやボイスも変更されている。
エド"Tボーン"ホルスタイン
最初から使用可能なキャラクターの一人。
コスプレ好きな男性。自分に自信が持てず、内気で大人しい性格。
職場のマネージャーに熱したフライ油をひっかけてしまい、牛の着ぐるみを着せられ牛肉販売員をさせられているが、エド本人はこの仕事を気に入っている。
サンタ
追加キャラクター。
サンタクロース。酒好きで下品な老人。飛行にはトナカイではなく、他のキャラクター同様「ランチャー」を使用する。
クッキー
追加キャラクター。
「サンタ」の助手。露出度の高いサンタコスチュームに身を包んだ、セクシーウーマン。
スカーブ・ドッグ
追加キャラクター。
カリブの海賊。非常に小柄な人物で、船内での役目は戦利品の見張り当番。
ハン・ロー
追加キャラクター。
忍者。「スカーブ・ドッグ」を敵視しており、彼同様非常に小柄な体格をしている。
ジンジャー
追加キャラクター。
スタイル抜群の「ペイン・ナース」。セクシーかつ危ない言動が目立つ。
マフィー
追加キャラクター。
チアリーダー。非常に明るく、ハイテンションな女性。
ケネス
追加キャラクター。
ナイジェル
追加キャラクター。
タティ
追加キャラクター。
ヨーニィ
追加キャラクター。
青ノ靴
追加キャラクター。
力士兼歌手。青いサンダルがトレードマークの巨漢。日中はスモウレスラー、夜はロックンローラーとして活躍している。
ピエロ
追加キャラクター。
パントマイマー。ゲーム内では「マイム」海外では「LE TOOT」と呼ばれており、名称が異なる。
イワン・トジャコフ
追加キャラクター。
ファニー
追加キャラクター。
エル・チリ・グランデ
追加キャラクター。
プロレスラー。得意技は「スリーパーホールド」「ラ・ラッザー・エルボー（La Raza Elbow）」など。
デッド・バロン
追加キャラクター。
ブロック・リー
追加キャラクター。
サージェント・ドリル
追加キャラクター。
エルフ
追加キャラクター。
クリーピー
追加キャラクター。
スックシー
追加キャラクター。

### ゲストキャラクター
ゲームキャラクター
バズ
最初から使用可能なキャラクターの一人。
日本未発売のクイズゲーム『Buzz!』シリーズに登場。
ダクスター
追加キャラクター。
『ジャック×ダクスター』シリーズに登場。主人公・ジャックの相棒のイタチ。
ぽっちゃり☆プリンセス
追加キャラクター。
『ぽっちゃり☆プリンセス』に登場。丸々と太った囚われの姫。
実在の人物
ザ・ホフ
追加キャラクター。
本名・デビッド・ハッセルホフ。俳優。代表作は『ナイトライダー』『ベイウォッチ』など。
ジョージ・タケイ
追加キャラクター。
俳優。代表作は、『スタートレック』『HEROES』など。
エルヴァイラ
本名・カサンドラ・ピーターソン。映画キャラクター兼俳優。
アンディ・ディック
追加キャラクター。
Andy Dick。コメディアン。
フレイヴァー・フレイヴ
追加キャラクター。
Flavor Flav。歌手。
加藤さん
追加キャラクター。
通称・バカタール加藤。ゲーム雑誌「ファミ通」4代目編集長。